# Galilea Montijo
Martha Galilea Montijo Torres (Guadalajara, Jalisco, 5 de junio de 1973), conocida solamente como Galilea Montijo, es una actriz y presentadora de televisión mexicana.
Ha participado como actriz en diversas telenovelas en México y como conductora del programa Hoy, Vida TV y diversos programas tanto de variedades como de telerrealidad, entre ellos Pequeños Gigantes, y La Casa de los famosos México.

## Biografía

### Primeros años y debut
Galilea nació en Guadalajara, México, hija de Gustavo Montijo y Rebeca Torres. Cuando ella tenía once años, sus padres se separaron y su madre se hizo cargo de ella y de su hermano Omar. En su niñez y adolescencia, ella mostró interés por las artes especialmente por el baile.
Después de haber trabajado un tiempo como bailarina, en 1991 apareció por primera vez en televisión en el programa de concursos infantil TVO. En el año 1993 inició su carrera artística al ganar el concurso de belleza y talentos Chica TV, programa en el que compitió contra artistas como Nora Salinas, Susana González y Natalia Esperón.
Como actriz ha participado en varias telenovelas pero su primer y único protagónico fue en el año 2006 en la telenovela La verdad oculta, donde compartió el protagónico con Alejandra Barros, Gabriel Soto y Eduardo Yáñez.

### Carrera profesional
Su primera aparición como conductora fue en el canal de cable sobre música Ritmoson Latino dónde permaneció de entre 1994 a 1998. Después, en 1999 condujo el programa Fantástico amor con Héctor Sandarti.
En el 2001 fue conductora del programa Vida TV, al lado de Héctor Sandarti y Lilí Brillanti. En 2002, participó y ganó en la primeta edición del programa de telerrealidad Big Brother VIP.
En el año 2005 regresó a los reality, en Bailando por un sueño: su pareja de baile fue Miguel Ángel, un chico de Monterrey que soñaba con ver a su hermano caminar de nuevo. Galilea sufrió un accidente y salió a bailar en silla de ruedas, aun así y tras muchas nominaciones, acabaron quedando fuera del programa. Galilea no dejó que esto fuese un impedimento y ayudó a Miguel Ángel a cumplir el sueño.
En 2006 Galilea regresó a la conducción en La hora de la papa junto a Arath de la Torre y Jacqueline García al año siguiente 2007, apareció en Buscando a Timbiriche: La Nueva Banda. En 2008 realizó la conducción del programa Cuánto quieres perder.
En el 2009 participó en Hazme reír y serás millonario como parte del equipo de Roxana Castellanos y Juan Frese, quedando en tercer lugar luego de la eliminación antes de la final.
Conduce el programa de televisión matutino Hoy junto con Andrea Legarreta y Raúl Araiza.
Conduce el nuevo concurso de talento de Televisa: Pequeños gigantes 2011 y repite en las temporadas siguientes en los años 2012, 2018, 2019 y 2020.
Fue conductora de VaPorTi de Univisión y Televisa en USA además del programa Me pongo de pie.
En 2013 protagonizó la serie Cásate conmigo, mi amor junto a Arath de la Torre y Alfonso Dosal.

## Vida personal
El 6 de agosto de 2011 contrajo matrimonio con el político, deportista y empresario Fernando Reina Iglesias en Acapulco, Guerrero. La ceremonia civil fue presidida por el Juez y alcalde de la ciudad Manuel Añorve Baños. Tienen un hijo en común, llamado Mateo nacido el 23 de marzo de 2012. En 2023 la pareja anunció su separación y divorcio.

## Trayectoria

### Telenovelas
- Hasta que el dinero nos separe (2010) como ella misma
- La verdad oculta (2006) como Gabriela Guillén de Genovés / Martha Saldívar de Guzmán
- Amarte es mi pecado (2004) como Galilea
- El precio de tu amor (2000) como Valeria Ríos
- Tres mujeres (1999) como Maricruz Ruiz
- Tú y yo (1996) como Resignación del Carmen
- Azul (1996) como Mara
- El premio mayor (1995) como Lilí

### Conducción
- La casa de los famosos México (2023-presente)[12][13]
- Netas Divinas (2022-presente)
- Las estrellas bailan en Hoy (2021-presente)[14]
- Me pongo de pie (2015)[15]
- Va por ti (2014, 2016)
- El Gran Show de los Peques (2011)
- Pequeños Gigantes (2011-2012, 2018-2020)
- Cuánto quieres perder (2008)
- Buscando a Timbiriche: La Nueva Banda (2007)
- La Hora de la Papa (2007)
- Vida TV (2001-2006)
- Hoy (2008-presente)

### Especiales
- Vive México La Fiesta (2020) - Conductora
- Guerreros México "Edición especial #Guerreritos2020" (2020) Conductora
- ¿Quién es la máscara? (Especial Teletón) (2019) Conductora
- Kids Choice Awards México (2016) Conductora
- 33º Premios TVyNovelas (2015) Conductora
- 32º Premios TVyNovelas (2014) Conductora
- Premios Juventud (2014) Conductora
- 31º Premios TVyNovelas (2013) Conductora

### Programas de televisión
- ¿Quién es la máscara? (2024) como el personaje de "Cacahuate enchilado".
- Albertano contra los mostros (2022) como ella misma[16]
- ¿Quién es la máscara? (2020): invitada especial, (2022): Jueza.
- Con Permiso (2019) invitada especial
- Familias frente al fuego (2019) invitada, capítulo 1
- D Generaciones (2018) invitada
- Me caigo de risa (2018) invitada
- Miembros al aire (2017) invitada
- Minuto Para Ganar Vip (Primera temporada, 2013) participante
- Cásate conmigo mi amor (2013)
- El gordo y la flaca (2012) invitada
- Hoy (2004-2007) invitada
- La escuelita VIP (2004) como Galilea, recurrente
- Hospital El Paisa (2004)
- XHDRBZ (2004) invitada
- La hora pico (2003) invitada
- Fantástico Amor (1999) invitada
- Besos Galilea (1997-1999) invitada
- TVO (1991) invitada

### Realitys show
- ¿Quién es la máscara? (2022, 2024) Investigadora, Participante, Subcampeona
- Hazme reír y serás millonario (2009) Participante, tercer lugar.
- Bailando por un sueño (2005) Participante, 4.º puesto.
- Big Brother VIP (2002) Participante, ganadora

### Series
- Mujeres asesinas (2009) (Episodio: Las Garrido, codiciosas) Lorena Garrido
- Los simuladores (2009) Ella misma (dos episodios).
- Los simuladores (2008) Conductora.
- Cásate conmigo, mi amor (2013) Valeria Mejía

### Películas
- Perras (2011) como Frida Gómez
- Plan V (2018)
- Hotel Transylvania 3: Monstruos de Vacaciones (2018) como Erika Van Helsing, doblaje latino
- Hotel Trasylvania: Transformania (2022) como Erika Van Helsing, doblaje latino

## Premios y nominaciones

### Kids Choice Awards México
| Año  | Categoría                  | Rol        | Resultado |
| ---- | -------------------------- | ---------- | --------- |
| 2014 | Favorito en Redes Sociales | Ella misma | Nominada  |
| 2011 | Conductor Favorito         | Ella misma | Ganadora  |

### Mis Premios Nick
| Año  | Categoría                    | Rol        | Resultado |
| ---- | ---------------------------- | ---------- | --------- |
| 2003 | Celebridad femenina favorita | Ella misma | Ganadora  |

### MTV Millennial Awards
| Año  | Categoría         | Rol        | Resultado |
| ---- | ----------------- | ---------- | --------- |
| 2019 | Ridículez del año | Ella misma | Nominada  |

 Asimismo fue nominada a la mejor conductora

### Premios People en Español
| Año  | Categoría                  | Rol        | Resultado |
| ---- | -------------------------- | ---------- | --------- |
| 2014 | Mejor presentadora del año | Ella misma | Nominada  |
| 2012 | Presentadora del año       | Ella misma | Nominada  |
| 2011 | Mejor presentadora         | Ella misma | Ganadora  |

### Premios TVyNovelas
| Año  | Categoría              | Rol               | Resultado |
| ---- | ---------------------- | ----------------- | --------- |
| 2020 | Mejor conductora       | Pequeños Gigantes | Ganadora  |
| 2020 | Estrella Influencer    | Ella misma        | Nominada  |
| 2020 | La más guapa           | Ella misma        | Nominada  |
| 2020 | La sonrisa más bella   | Ella misma        | Nominada  |
| 1997 | Mejor actriz debutante | Tú y yo           | Ganadora  |